# Calodesma approximata
Calodesma approximata là một loài bướm đêm thuộc phân họ Arctiinae, họ Erebidae.